# Мировые рекорды на дистанции 50 метров в плавании на спине у мужчин в 25-метровом бассейне
 Прогресс мировых рекордов на дистанции 50 метров на спине у мужчин в 25-метровом бассейне. Первый мировой рекорд в плавании на дистанции 50 метров на спине у мужчин в 25-метровом бассейне был зарегистрирован Международной Федерацией плавания ФИНА в 1990 году.
Обвал мировых рекордов в плавании в 2008/2009 совпал с введением полиуретановых костюмов от Speedo (LZR, 50 % полиуретана) в 2008 году и Arena (X-Glide), Adidas (Hydrofoil) и итальянского производителя плавательных костюмов Jaked (все 100 % полиуретана) в 2009 году. Запрет ФИНА на плавательный костюм из полиуретана вступил в силу в январе 2010 года.;
Прогресс мировых рекордов на дистанции 50 метров на спине у мужчин в 25-метровом бассейне
| Номер | Время     | Имя                | Национальность | Дата            | Соревнование                                       | Место                        | Прим.       |
| ----- | --------- | ------------------ | -------------- | --------------- | -------------------------------------------------- | ---------------------------- | ----------- |
| 1     | 25.10     | Даити Судзуки      | Япония         | 10 февраля 1990 | Кубок мира по плаванию ФИНА                        | Бонн, Германия               |             |
| 2     | 24.66     | Александр Попов    | Россия         | 13 марта 1994   | Кубок мира по плаванию ФИНА                        | Дезенцано-дель-Гарда, Италия |             |
| 3     | 24.60     | Франк Шотт         | Франция        | 26 марта 1994   | Кубок мира по плаванию ФИНА                        | Париж, Франция               |             |
| 4     | 24.37     | Джеф Роуз          | США            | 12 февраля 1995 | Кубок мира по плаванию ФИНА                        | Шеффилд, Великобритания      |             |
| 5     | 24.25     | Кристофер Рено     | Канада         | 28 февраля 1997 | Чемпионат Канадского Межвузового спортивного союза | Сент-Катаринс, Канада        | [ 2 ]       |
| 6     | 24.13     | Томас Руппрат      | Германия       | 11 декабря 1998 | Чемпионат Европы по плаванию на короткой воде      | Шеффилд, Великобритания      |             |
| 6=    | 24.13     | Мэттью Уэлш        | Австралия      | 2 сентября 1999 | Чемпионат Австралии (25 м.)                        | Канберра, Австралия          |             |
| 7     | 24.12     | Нил Уокер          | США            | 18 ноября 1999  | Кубок мира по плаванию ФИНА                        | Мэриленд, США                |             |
| 8     | 24.11     | Мэттью Уэлш        | Австралия      | 14 января 2000  | Кубок мира по плаванию ФИНА                        | Хобарт, Австралия            |             |
| 9     | 24.04 1/4 | Нил Уокер          | США            | 13 марта 2000   | Чемпионат мира                                     | Афины, Греция                |             |
| 10    | 23.42 1/2 | Нил Уокер          | США            | 13 марта 2000   | Чемпионат мира                                     | Афины, Греция                |             |
| 11    | 23.31     | Мэттью Уэлш        | Австралия      | 2 сентября 2002 | Чемпионат Австралии (25 м.)                        | Мельбурн, Австралия          |             |
| 12    | 23.27     | Томас Руппрат      | Германия       | 10 декабря 2004 | Чемпионат Европы по плаванию на короткой воде      | Вена, Австрия                | [ 3 ]       |
| 13    | 23.24     | Роберт Харли       | Австралия      | 26 октября 2008 | Кубок мира по плаванию ФИНА                        | Сидней, Австралия            | [ 4 ]       |
| 14    | 23.05     | Питер Маршалл      | США            | 12 ноября 2008  | Кубок мира по плаванию ФИНА                        | Стокгольм, Швеция            | [ 5 ] [ 6 ] |
| 15    | 22.87     | Рэндалл Бал        | США            | 15 ноября 2008  | Кубок мира по плаванию ФИНА                        | Берлин, Германия             | [ 7 ]       |
| 16    | 22.75     | Питер Маршалл      | США            | 17 октября 2009 | Кубок мира по плаванию ФИНА                        | Дурбан, ЮАР                  | [ 8 ]       |
| 17    | 22.73     | Питер Маршалл      | США            | 11 ноября 2009  | Кубок мира по плаванию ФИНА                        | Стокгольм, Швеция            | [ 9 ]       |
| 18    | 22.61     | Питер Маршалл      | США            | 22 ноября 2009  | Кубок мира по плаванию ФИНА                        | Сингапур                     | [ 10 ]      |
| 19    | 22.22     | Флоран Манаду      | Франция        | 6 декабря 2014  | Чемпионат мира                                     | Доха, Катар                  | [ 11 ]      |
| 20    | 22.11     | Климент Колесников | Россия         | 23 ноября 2022  | Чемпионат России                                   | Казань, Россия               | [ 12 ]      |

Рекорды зафиксированные не финале: 1/2 — полуфинал, 1/4 — предварительные заплывы, э — эстафета.